# Voluntary
In musica un voluntary è un brano musicale solitamente scritto per organo e che viene eseguito come parte di una funzione religiosa in chiesa. Nei paesi anglofoni la musica suonata prima o dopo una funzione viene chiamata voluntary qualsiasi sia il vero titolo assegnato al brano dal compositore.
Il termine voluntary fu spesso utilizzato dai compositori inglesi durante il tardo Rinascimento, nel Barocco e nel periodo classico. Originariamente il termine si riferiva ad un momento musicale in forma libera che - si sottintendeva - veniva improvvisato: la parola voluntary in inglese significa generalmente "(azione) che procede dalla volontà o dalla libera scelta o consenso" (proceeding from the will or from one's own choice or consent). Probabilmente l'uso gergale emerse dalla pratica improvvisativa degli organisti di chiesa.
In seguito il voluntary iniziò a prendere una forma più definita, benché mai codificata univocamente una volta per tutte:
- durante il tardo XVII secolo un voluntary era tipicamente composto in stile fugato o imitativo e spesso ripartito in più sezioni.
- nel XVIII secolo il modello tipico di voluntary iniziava con un tempo lento seguito da una fuga.

Erano comuni dai due ai quattro movimenti, secondo la successione di contrasti agogici lento-veloce-lento-veloce, tipica fra l'altro della sonata da chiesa. Nell'Inghilterra del XVIII secolo le parole voluntary e fuge erano intercambiabili. Queste fuges (o fugues) inglesi non seguivano affatto strettamente il canone stilistico tedesco della fuga; risulta più opportuno correlarle alle fughe composte per organo dai compositori italiani di quel tempo.

## Iltrumpet voluntarye ilcornet voluntary
Collateralmente alla forma fugata del voluntary, si svilupparono altri due canoni: il trumpet voluntary e il cornet voluntary. Solitamente non erano in forma imitativa, ma contenevano comunque sezioni con andamenti contrastanti. Questo tipo di voluntary erano intesi a valorizzare i Registro (organo) registri organistici il cui nome riportavano nel titolo. Un corposo esempio di questo tipo di composizione (ben tredici movimenti) fu lasciato dal musicista tedesco Pepusch: diverse sezioni di quel brano sono chiamate con il nome del registro o della mutazione che s'intendeva valorizzare (Fagotto, Cornetto, Tromba, Sesquialtera, Flauto, Duodecima, eccetera).
Fra i compositori che scrissero voluntaries si ricordano:
- Orlando Gibbons
- John Blow
- Jeremiah Clarke
- Henry Purcell
- William Boyce
- John Stanley
- Georg Friedrich Händel
- Thomas Arne.

e nel periodo moderno e contemporaneo anche
- Rob Peters.

Spesso quando gli editori musicali inglesi pubblicano musica organistica continentale intitolano alcuni brani 'voluntary', benché il compositore non abbia usato quel termine: tipicamente si tratta di fughe o altri brani di carattere imitativo.

## Ildouble voluntary
Alcuni voluntaries sono definiti double voluntaries: si tratta di brani composti per organi a due manuali (o tastiere) e si fondano sul contrasto fra un manuale impostato con una sonorità robusta e uno caratterizzato da registri con dinamica più tenue.